# La bruja
La bruja é uma telenovela venezuelana exibida em 1982 pela Venevisión.

## Elenco
- Flor Núñez- Lucia de Do Santos
- Daniel Lugo- Juan Manuel Fonseca
- Rubens de Falco- Venancio Do Santos
- Fernando Flores- Hernán Fonseca
- Marita Capote- Cruz María
- Martha Carbillo
- Carlos Subero
- Elena Farías
- Nury Flores
- Juan Frankis
- Ramón Hinojosa
- Yolanda Méndez
- Cristina Reyes
- Manuel Poblete
- Marcelo Romo
- Reneé de Pallás